# Srednja zemlja: Senka Mordora
Srednja zemlja: Senka Mordora je akcijska video igra trećeg lica koju je razvila kompanija Monolith Productions i objavila Varner Bros. Games, a koja se odvija u svetu DŽ.R.R. Tolkinovog Legendariuma. Igra je objavljena 30. septembra za Majkrosoft Vindovs, Plejstejšn 4 i Iks-boks jedan, a objavljena je na Plejstejšn 3 i Iks-boks 360 18. novembra. Nastavak je objavljen 2017. godine. Igra je postavljena da popuni prazninu između Hobita i Gospodara prstenova. To je priča o osveti, pokolju i misterioznosti smeštena u potpunosti u Mordoru, zemlji senki. U njenom središtu je Talion, običan čovek koji gubi sve, uključujući i svoj smrtni život. Zaslepljen neizmerno snažnim besom, Talion postaje otkrivač, ustaje iz groba kako bi se osvetio za ubistvo svoje porodice. U međuvremenu se gnev unutar njega, , bori da se seti svoje zaboravljene prošlosti, što će mu omogućiti da poveća snagu.

## Igra
Igra je postavljena u potpuno otvoren svet i sadrži razne elemente igranja uloga, kao što su iskustva i veštine. Kako napredujete u igri, Talion će jačati, ali tako će postati i njegovi neprijatelji.Talion ima razne jedinstvene sposobnosti koje mu daju prednost na bojnom polju. Ulaskom u svet duhova Talion može usporiti vreme, teleportovati i videti ciljeve izdaleka. 
Sve ove sposobnosti se mogu posebno izravnati, a igrač takođe može otključati snažnije sposobnosti. Na različite načine igrač može ostvariti svoj glavni cilj. Na primer, ako igrač mora da ubije visokog Uruka, može da se odluči da se prvo usredsredi na vojnike nižeg ranga, bilo da ih ubije ili da ih pretvori u uspavane agente koristeći sposobnost dominacije. Ovi agenti će tada pokušati da eliminišu svog bivšeg vođu, što možda nije uvek uspešno. Pored glavne priče, u Mordoru postoje razni sporedni zadaci i slučajni događaji koje igrač može završiti. Ovi zadaci se mogu završiti na različite načine. Igrač može izabrati da se uključi u redovne borbe ili da se umesto toga kreće kroz senke ili, možda, koristi luk da ubije svoje mete iz daljine. Svaki različiti stil igre će dati igraču različite rune, što im omogućava da nadograde svoje sposobnosti rendžera kroz Rendžerovo stablo veština ili svoje Duhovne sposobnosti kroz Duhovno stablo veština. 
Kada igrač umre, na kraju će se ponovo roditi, međutim, vreme u svetu će proći i kao takva igra će se promeniti nakon umiranja. Neprijatelj koji vas je ubio možda je postigao viši rang zbog ubijanja, ili je možda i sam umro.

## Sistem borbe
Bliski sistem borbe inspirisan je sistemom iz serije Batman Arkham. Ulazak u dobar borbeni ritam, upotrebom regularnih napada i kontranapada poboljšaće igrača kombovani multiplikator. Oružje u Talionovom arsenalu može se nadograditi pomoću runa, što ih čini efikasnijim. Dodavanje runa oružju daje im jedinstvene bonuse kao što su regeneracija zdravlja prilikom ubistva neprijatelja. Ove rune mogu se dobiti ubijanjem neprijateljskih kapetana.

## Nemesis sistem
Jedinstvena karakteristika je sistem Nemesis. Lice svakog neprijateljskog igrača je jedinstvena individua, diferencirana po svojoj ličnosti, snagama i slabostima. Ovi neprijatelji su oblikovani njihovim susretima sa igračem kako bi stvorili lične neprijatelje koji su jedinstveni za svaku sesiju igranja. Igrači moraju nadmudriti svakog neprijatelja na različit način na kojeg naiđu da bi se infiltrirali u redove i dominirali unutar dinamičnog sveta koji pamti i prilagođava se njihovim postupcima i izborima. Svaki neprijatelj u igri ima svoje ime, rang i pamćenje. Ovi neprijatelji će nastaviti da rade svoje zadatke i zadatke čak i kad nisu na ekranu; igra napreduje u stvarnom vremenu, čak i ako se ne mešate, i kao takvog neprijatelja koga sretnete u jednoj sesiji igre možda će odjednom postići viši rang sledeći put kad ga sretnete. Ako igrač ne ubije neprijatelja u susretu, neprijatelj će ga upamtiti i promeniti taktiku i razgovore zasnovane na susretu. Neprijatelj će takođe postati jači i steći nove imunitete. Ako ih ubijete, igrač će dobiti još više bodova iskustva.